# Prestação
Prestação ou crediário é o objeto de uma obrigação. É o dar, fazer ou não fazer algo em nome de uma obrigação que se tem frente a outra pessoa, física ou jurídica. Assim, o pagamento de parcelas na aquisição de um bem em um estabelecimento comercial é uma prestação.
Prestação nada mais é do que o pagamento da dívida.
No comércio em geral, o valor das prestações são uma divisão exata do valor total da aquisição acrescidas de juros simples (normalmente para bens de consumo) ou juros compostos (mais comumente para veículos, imóveis e outros negócios com alto número de prestações).

## Prestação bancária
A prestação bancária é o pagamento mensal que o cliente faz ao banco decorrente de créditos previamente contraídos. Esta prestação mensal pode tanto ser a uma taxa fixa, em que paga uma mensalidade constante ao longo do empréstimo, como pode ser a uma taxa variável que varia de acordo com a taxa Euribor, tal como tiver sido negociado com o banco em questão. Dependendo da modalidade da taxa de juro, há vários elementos que a compõem. A TAEG (Taxa anual de encargos efetiva global) é formada por juros, impostos, comissões bancárias e outros custos incorridos pelo banco.
Por vezes, a acumulação de vários créditos leva ao fenómeno do sobreendividamento. Nestes casos, as prestações tornam-se incomportáveis face ao rendimento singular ou familiar. Para tal surgem duas opções: ou o default bancário ou a contração de um crédito consolidado que funciona como um novo empréstimo que cobre as antigas obrigações mas com um prazo mais alargado ou taxas de juros mais reduzidas.